# Bernard Kamungo
Bernard Kamungo (Kasulu Mjini, 1º gennaio 2002) è un calciatore tanzaniano naturalizzato statunitense, attaccante del FC Dallas e della nazionale statunitense.

## Biografia
È nato a Kasulu Mjini dopo che la sua famiglia lasciò la Repubblica Democratica del Congo a causa della guerra civile e nel 2016 si è trasferito negli Stati Uniti.

## Caratteristiche tecniche
Gioca come ala destra.

## Carriera

### Club
Kamungo ha iniziato la sua carriera calcistica con la squadra del collège che frequentava ai tempi, l'Abilene High School. Dopo essersi laureato ha effettuato un provino con il North Texas, con cui ha firmato un contratto professionistico il 25 marzo 2021. Ha debuttato un mese più tardi nell'incontro di USL League One vinto 4-2 contro il Fort Lauderdale ed ha subito trovato la via del gol.
Il 30 agosto 2022 ha firmato un quadriennale con il FC Dallas ed il 18 settembre ha debuttato in MLS subentrando a venti minuti dal termine dell'incontro pareggiato 1-1 contro il S.J. Earthquakes. Pochi giorni dopo è stato inserito nella squadra ideale della stagione appena conclusa di MLS Next Pro, dove è arrivato secondo nella classifica marcatori.
Il 15 aprile 2023 ha segnato il suo primo gol nella massima divisione statunitense segnando all'88' il gol vittoria contro il Real Salt Lake.

### Nazionale
Nel giugno del 2023 ha ricevuto la prima convocazione da parte della nazionale tanzaniana per un incontro di qualificazione alla Coppa d'Africa 2023 contro il Niger.
In seguito ha tuttavia scelto di optare per la nazionalità statunitense e ad ottobre è stato convocato dalle nazionale olimpica, con cui ha debuttato nel mese di novembre. Ad inizio 2024 ha ricevuto la prima convocazione con la nazionale maggiore ed il 20 gennaio ha debuttato giocando titolare l'amichevole persa 1-0 contro la Slovenia.

## Statistiche

### Presenze e reti nei club
Statistiche aggiornate al 2 aprile 2024.
| Stagione        | Squadra         | Campionato      | Campionato | Campionato | Coppe nazionali | Coppe nazionali | Coppe nazionali | Coppe continentali | Coppe continentali | Coppe continentali | Altre coppe | Altre coppe | Altre coppe | Totale | Totale | Totale |
| Stagione        | Squadra         | Comp            | Pres       | Reti       | Comp            | Pres            | Reti            | Comp               | Pres               | Reti               | Comp        | Pres        | Reti        | Pres   | Reti   |        |
| --------------- | --------------- | --------------- | ---------- | ---------- | --------------- | --------------- | --------------- | ------------------ | ------------------ | ------------------ | ----------- | ----------- | ----------- | ------ | ------ | ------ |
| 2021            | North Texas     | USL1            | 23         | 6          |                 | -               | -               |                    | -                  | -                  |             | -           | -           | 23     | 6      |        |
| 2022            | North Texas     | MNP             | 25         | 16         |                 | -               | -               |                    | -                  | -                  |             | -           | -           | 25     | 16     |        |
| 2023            | North Texas     | MNP             | 4          | 0          |                 | -               | -               |                    | -                  | -                  |             | -           | -           | 4      | 0      |        |
| 2022            | FC Dallas       | MLS             | 1          | 0          | USCup           | 0               | 0               |                    | -                  | -                  | LC          | 0           | 0           | 1      | 0      |        |
| 2023            | FC Dallas       | MLS             | 19         | 6          | USCup           | 1               | 0               |                    | -                  | -                  | LC          | 4           | 2           | 24     | 8      |        |
| 2024            | FC Dallas       | MLS             | 5          | 0          | USCup           | 0               | 0               |                    | -                  | -                  |             | -           | -           | 5      | 0      |        |
| Totale carriera | Totale carriera | Totale carriera | 77         | 28         |                 | 1               | 0               |                    | -                  | -                  |             | 4           | 2           | 82     | 30     |        |

### Cronologia presenze e reti in nazionale
| Cronologia completa delle presenze e delle reti in nazionale ― Stati Uniti | Cronologia completa delle presenze e delle reti in nazionale ― Stati Uniti | Cronologia completa delle presenze e delle reti in nazionale ― Stati Uniti | Cronologia completa delle presenze e delle reti in nazionale ― Stati Uniti | Cronologia completa delle presenze e delle reti in nazionale ― Stati Uniti | Cronologia completa delle presenze e delle reti in nazionale ― Stati Uniti | Cronologia completa delle presenze e delle reti in nazionale ― Stati Uniti | Cronologia completa delle presenze e delle reti in nazionale ― Stati Uniti |
| Data                                                                       | Città                                                                      | In casa                                                                    | Risultato                                                                  | Ospiti                                                                     | Competizione                                                               | Reti                                                                       | Note                                                                       |
| -------------------------------------------------------------------------- | -------------------------------------------------------------------------- | -------------------------------------------------------------------------- | -------------------------------------------------------------------------- | -------------------------------------------------------------------------- | -------------------------------------------------------------------------- | -------------------------------------------------------------------------- | -------------------------------------------------------------------------- |
| 20-1-2024                                                                  | San Antonio                                                                | Stati Uniti                                                                | 0 – 1                                                                      | Slovenia                                                                   | Amichevole                                                                 | -                                                                          | 61’                                                                        |
| Totale                                                                     |                                                                            | Presenze                                                                   | 1                                                                          |                                                                            | Reti                                                                       | 0                                                                          |                                                                            |